# Conferencias Macy
Las Conferencias Macy fueron una serie de reuniones de estudiosos de diversas disciplinas, celebradas en Nueva York por iniciativa de Warren McCulloch y la Fundación Macy de 1946 a 1953. El objetivo principal de esta serie de conferencias fue establecer las bases de una ciencia general del funcionamiento de la mente humana.
Fue uno de los primeros estudios organizados de la interdisciplinariedad, generando grandes avances en la teoría de sistemas, la cibernética , y lo que más tarde sería conocido como ciencia cognitiva.